# Almen Abdi
Almen Abdi (Prizren, Yugoslavia, 21 de octubre de 1986) es un exfutbolista suizo que jugaba de centrocampista.

## Clubes
| Club                      | País       | Año       |
| ------------------------- | ---------- | --------- |
| F. C. Zürich              | Suiza      | 2003-2009 |
| Le Mans Union Club 72     | Francia    | 2010      |
| Udinese Calcio            | Italia     | 2010-2012 |
| Watford F. C.             | Inglaterra | 2012-2016 |
| Sheffield Wednesday F. C. | Inglaterra | 2016-2019 |

## Palmarés

### Títulos nacionales
| Título             | Club         | País  | Año  |
| ------------------ | ------------ | ----- | ---- |
| Copa de Suiza      | F. C. Zürich | Suiza | 2005 |
| Superliga de Suiza | F. C. Zürich | Suiza | 2006 |
| Superliga de Suiza | F. C. Zürich | Suiza | 2007 |
| Superliga de Suiza | F. C. Zürich | Suiza | 2009 |